# 国民革命军第一二九军
国民革命军第一二九军，是1948年底组建的青海马步芳的部队。

## 历史
1948年底组建：
- 军长马步銮
- 第357师：师长杨修戎
- 骑兵第8师：师长马英。
- 骑兵第14师：原骑兵第14旅，师长马成贤

该军编成后，先后参加了陕中战役、扶郿战役、陇东追击战、兰州战役、陇青战役。在陇东追击战固关战斗，骑兵第14师被中国人民解放军第一军第1师歼灭，师长马成贤被炸断胳膊。兰州战役，第357师被歼。